# Département d'El Carmen
Pour les articles homonymes, voir El Carmen.
Le département d'El Carmen est une des 16 subdivisions de la province de Jujuy, en Argentine. Son chef-lieu est la ville d'El Carmen.
Le département a une superficie de 912 km2. Sa population s'élevait à 84 667 habitants en 2001.

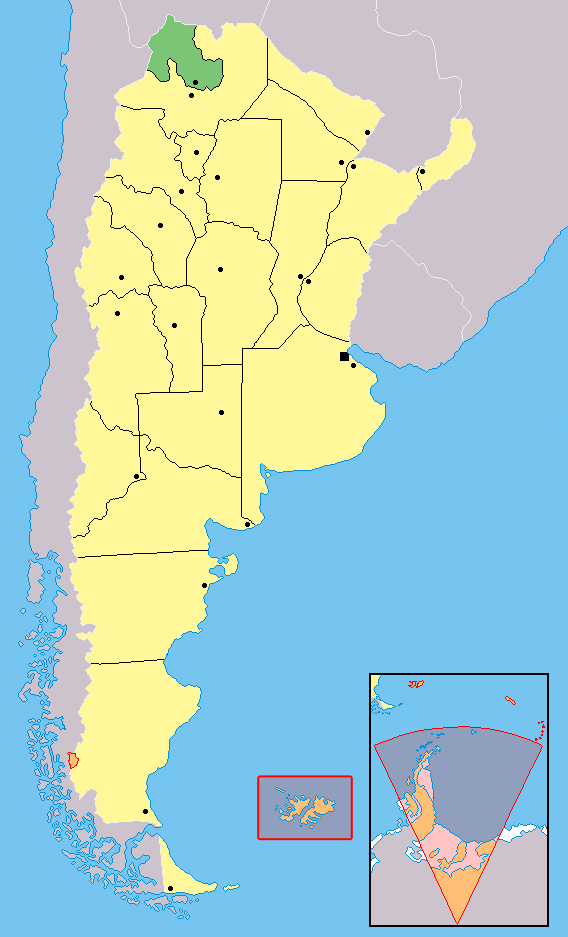
Localisation de la province de Jujuy en Argentine.

## Villes et localités
- Aguas Calientes
- El Carmen, chef-lieu
- Monterrico
- Pampa Blanca
- Perico
- Puesto Viejo